# Галичо-русский вестник
Галичо-русский вестник (рус. дореф. Галичо-Рускій Вѣстникъ) — австрийская имперская правительственная газета, выходившая в Лемберге (ныне Львов) на русинском языке с июля 1849 до февраля 1850 года. С февраля 1850 года её сменила газета «Вестник для Русинов австрийской державы» («Вѣстникъ для Русиновъ Австрійскои державы»), печатавшаяся в Вене.
В анонсе редакции «Галицких краевых газет» под названием «Програмъ» отмечалось, что главной задачей газеты является «розширеніє истинного просвіщеніа меже народом о єго политических и общественных ділах, о правах и повинностях єго, о значенію и цільности оустановленій правительских…».
Правительственный печатный орган состоял из двух частей: официальная «Правительственная часть» печатал распоряжения, сообщения («Возваніє до сельского народа в Галиціи» наместника края графа А. Голуховского), другие правительственные материалы и неофициальную часть, содержащую рубрики «Политичєски новины», «Дневникъ краєвый», «Всячина» и «Розговоры», в который печаталась информация об общественно-политической, экономической и культурной жизни края, политических событиях в Австрийской, Российской, Германской империях, Италии, Франции, Англии, Греции, Швейцарии и других странах. В рубрике «Розговоры» печатались беседы о конституции, правовых обязанностях граждан, равноправии наций в Австрийской империи, о промышленном хозяйстве Галиции, языковые проблемы, учреждении народных школ на Галичине, разъяснения отдельных правительственных постановлений («Изъясненіє провизоричной громадской оуставы»)) .
Среди публикаций этой рубрики были статьи Иосифа Левицкого «Оуваги над образованьєм языка галицко-руского от часу конституціи» (1849.- № 69-72), Иосифа Лозинского «Ще щось о правописи» (1850.- № 4-5) и ряд других статей о правописания «руськой мовы».
В издании были опубликованы повести «Месть Верховинця» и «Старий Єфрем» Николая Устиановича, сказку «Нечистая сила» Г. Сологуба.
В числе сотрудников редакции были Иван Головацкий, Богдан Дедицкий и другие видные галицкие русофилы.
Последний (16-й) номер вышел из печати 7 (19) февраля 1850 года. Тогда же вместо «Галичо-русского вестника» в Вене начал выходить правительственный журнал «Вѣстникъ для Русиновъ Австрийскоы державы» под редакцией Ивана Головацкого и Богдана Дедицкого.